# Echthroplexiella aeneiventris
Echthroplexiella aeneiventris är en stekelart som beskrevs av Mercet 1921. Echthroplexiella aeneiventris ingår i släktet Echthroplexiella och familjen sköldlussteklar. Inga underarter finns listade i Catalogue of Life.